# Mramani
Mramani est une ville située au sud de l'île d'Anjouan aux Comores.
En 2017 la population était de 9 562 habitants.